# Cecily von Ziegesar

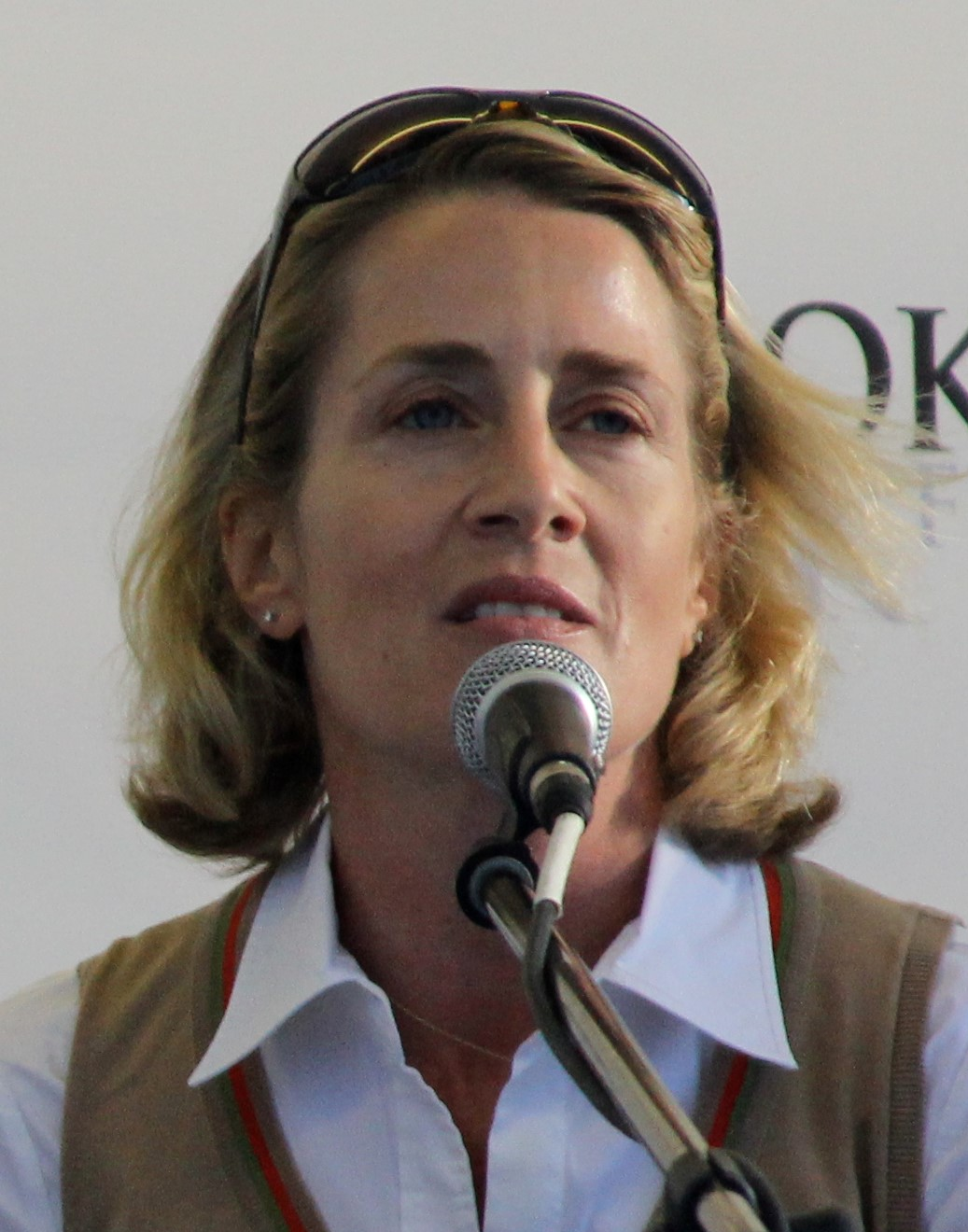

Cecily Brooke von Ziegesar (New York, 27 giugno 1970) è una scrittrice statunitense, celebre come autrice della collana di libri Gossip Girl, dai quali è stata tratta la serie televisiva omonima. Vive a Brooklyn con il marito Richard Griggs, i figli Agnes ed Oscar e il gatto Pony Boy.

## Biografia
Nata da un'influente famiglia di Manhattan a New York, il sogno di Cecily von Ziegesar era diventare una ballerina; cominciò le lezioni di danza all'età di tre anni e fece un'audizione per la School of American Ballet quando ne aveva otto, ma fu respinta. Frequenta la Nightingale-Bamford School, un prestigioso istituto femminile dell'Upper East Side, e poi il Colby College, dove si laurea. In seguito, lavora a Budapest per un anno presso una stazione radio locale. Al ritorno negli Stati Uniti, frequenta scrittura creativa all'Arizona University, ma lascia dopo poco tempo.
A New York trova lavoro presso la casa editrice Alloy Entertainment, dove si occupa di rilegare i libri, ed è qui che nasce l'idea di scrivere una collana di libri su ricchi teenager di New York che sperimentano sesso, droga e alcol: l'ispirazione arriva dalla sua esperienza alla Nightingale-Bamford. Da questa idea nel 2002 nasce Gossip Girl, la sua prima serie di romanzi che la porta in vetta alla classifica dei libri più venduti secondo il New York Times. Dato il successo della serie, della quale von Ziegesar scrive solo i primi otto libri, nel 2005 nasce lo spin off The It Girl, una nuova serie realizzata da una ghostwriter che vede protagonista Jenny Humphrey, già incontrata nella collana principale.
Dalla serie originale nasce l'omonima serie televisiva Gossip Girl, prodotta dal 2007 al 2012 dal canale televisivo The CW, anche se con qualche differenza rispetto ai libri. Nell'episodio finale della quarta stagione, trasmesso a maggio del 2011, la stessa autrice fa un cameo. Nel frattempo, nel 2008 nasce la seconda serie spin off, Gossip Girl: The Carlyles, realizzata da Annabelle Vestry (anche se sulla copertina compare il nome di Cecily von Ziegesar), che si conclude nel 2009 al quarto volume insieme alla serie principale, mentre The It Girl chiude nel 2010 con il decimo romanzo, Classic.
A dicembre 2009, la Yen Press annuncia di essere al lavoro, insieme all'artista coreana Baek Hye-kyung, sulla graphic novel della serie, dal titolo Gossip Girl - Four Your Eyes Only: pur vedendo come protagonisti gli stessi personaggi, la graphic novel presenta storie originali. Serializzata sulla rivista Yen Plus, il primo capitolo è stato pubblicato sul numero di gennaio 2010 e la graphic novel si è conclusa con il terzo volume.
Nel 2010 Cecily von Ziegesar pubblica un nuovo libro, Cum Laude, che viene ristampato ad agosto 2011 con il titolo Class. A ottobre 2011 esce Gossip Girl - Psycho Killer, una riscrittura del primo libro della serie, nel quale le protagoniste si trasformano in serial killer. L'edizione speciale è corredata da un manga dal titolo omonimo, illustrato da Baek Hye-kyung.

## Libri

### Gossip Girl
La collana è formata da 12 romanzi ed un prequel. Gli ultimi quattro libri sono stati scritti da un ghostwriter. In Italia sono stati pubblicati soltanto i primi sei.
1. Gossip Girl - Baciami sulla bocca (Gossip Girl - a novel). Uscita USA: 1º aprile 2002. Uscita Italia: 2004
2. Gossip Girl - Mi ami, vero? (You know you love me - a Gossip Girl novel). Uscita USA: 1º settembre 2002. Uscita Italia: 2004
3. Gossip Girl - Voglio tutto (All I want is everything - a Gossip Girl novel). Uscita USA: 7 maggio 2003. Uscita Italia: 2004
4. Gossip Girl - Perché me lo merito (Because I'm worth it - a Gossip Girl novel). Uscita USA: 1º ottobre 2003. Uscita Italia: 2004
5. Gossip Girl - Mi piace così (I like it like that - a Gossip Girl novel). Uscita USA: 5 maggio 2004
6. Gossip Girl - Sei quello che voglio (You're the one that I want - a Gossip Girl novel). Uscita USA: 6 ottobre 2004
7. Nobody does it better - a Gossip Girl novel. Uscita USA: 11 maggio 2005
8. Nothing can keep us together - a Gossip Girl novel. Uscita USA: 5 ottobre 2005
9. Only in your dreams - a Gossip Girl novel. Uscita USA: 10 maggio 2006
10. Would I lie to you? - a Gossip Girl novel. Uscita USA: 4 ottobre 2006
11. Don't you forget about me - a Gossip Girl novel. Uscita USA: 1º maggio 2007
12. I will always love you - a Gossip Girl novel. Uscita USA: 3 novembre 2009

Prequel
1. It had to be you - the Gossip Girl prequel. Uscita USA: 2 ottobre 2007

Spin-off
1. Gossip Girl - Psycho Killer. Uscita USA: ottobre 2011

### The It Girl
La serie, spin off di Gossip Girl, si concentra sul personaggio di Jenny Humphrey che, durante il secondo anno alla Constance Billard School, rovina la reputazione della scuola e viene mandata alla Waverly Academy, una scuola privata esclusiva, della quale deciderà di diventare la It Girl. La serie è scritta da un ghostwriter.
1. The It Girl. Uscita USA: 2 novembre 2005[10]
2. Notorious - an It Girl novel. Uscita USA: 6 giugno 2006[10]
3. Reckless - an It Girl novel. Uscita USA: 1º novembre 2006[10]
4. Unforgettable - an It Girl novel. Uscita USA: 1º giugno 2007[10]
5. Lucky - an It Girl novel. Uscita USA: 1º novembre 2007[10]
6. Tempted - an It Girl novel. Uscita USA: 2 giugno 2008[10]
7. Infamous - an It Girl novel. Uscita USA: 3 novembre 2008[10]
8. Adored - an It Girl novel. Uscita USA: 1º giugno 2009[10]
9. Devious - an It Girl novel. Uscita USA: 1º novembre 2009[10]
10. Classic - an It Girl novel. Uscita USA: 1º giugno 2010[10]

### Gossip Girl: The Carlyles
La serie è scritta dalla ghostwriter Annabelle Vestry.
1. Gossip Girl: The Carlyles. Uscita USA: 6 maggio 2008
2. You just can't get enough - Gossip Girl: The Carlyles. Uscita USA: 7 ottobre 2008
3. Take a chance on me - Gossip Girl: The Carlyles. Uscita USA: 12 maggio 2009
4. Love the one you're with - Gossip Girl: The Carlyles. Uscita USA: 1º ottobre 2009

### Altre opere
- Cum Laude (poi Class). Uscita USA: 1º giugno 2010[11]